# Peg del mio cuore (film 1922)
Peg del mio cuore (Peg o' My Heart) è un film muto del 1922 diretto da King Vidor. La sceneggiatura è firmata dalla scrittrice Mary O'Hara.
Il film era interpretato dall'attrice teatrale Laurette Taylor, protagonista dell'originale lavoro teatrale di cui era autore suo marito, il commediografo J. Hartley Manners. A Broadway, lo spettacolo restò in scena per oltre seicento repliche, dopo il debutto al Cort Theatre il 20 dicembre 1912.
Nel 1933, Robert Z. Leonard ne firmerà un remake con Marion Davies nel ruolo di Peg.

## Trama

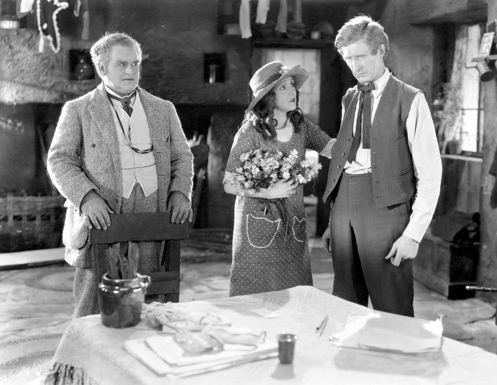
Una scena del film

Figlia di una nobildonna inglese ripudiata dalla propria famiglia per aver sposato un povero contadino irlandese, Peg vive in Irlanda. Quando viene mandata in Inghilterra, viene ospitata dai Chichester, che però trattano la ragazza con sufficienza se non con disprezzo. L'unico suo amico è Jerry, un ragazzo che vive lì vicino, in una tenuta confinante. Peg scopre che i Chichester, che sopportano a malapena la sua presenza, lo fanno solo per interesse, per il denaro che lo zio invia loro dall'Irlanda.
Delusa da tutto, Peg torna in Irlanda. Resta disillusa anche dal comportamento di Jerry, che scopre essere un nobile, sir Gerald Adair, e non un ragazzo qualunque come lui le ha fatto credere fino a quel momento. Jerry, però, innamorato di Peg, la raggiunge in Irlanda e riesce a convincerla a sposarlo.

## Produzione
Il film venne girato negli studios della Metro, al Romaine Avenue and Cahuenga Avenue. La protagonista Laurette Taylor girò solo tre film nella sua carriera essenzialmente teatrale, tutti e tre tratti da successi del marito, il commediografo J. Hartley Manners.

## Differenti versioni
La commedia di J. Hartley Manners, che si ispira a una popolare canzone di Alfred Bryan e Fred Fisher, fu portata sullo schermo in tre diverse versioni:
- Peg o' My Heart di William C. de Mille con Wanda Hawley (1919)
- Peg del mio cuore (Peg o' My Heart) di King Vidor, con Laurette Taylor (1922)
- Peg del mio cuore (Peg o' My Heart) di Robert Z. Leonard, con Marion Davies (1933)

## Distribuzione
Distribuito dalla Metro Pictures Corporation, il film uscì in sala il 18 dicembre 1922. In Finlandia, venne distribuito il 24 agosto 1924. In Italia, il titolo venne mantenuto da una traduzione letterale come Peg del mio cuore, mentre in Spagna si trasformò in Tin-Tin de mi corazón

## La critica
New York Times, 22 gennaio 1923

Il film abbonda di sottotitoli parlati, tratti dal dialogo della versione teatrale e su questi si basa in larga misura la versione cinematografica per il suo umorismo e per il suo interesse umano.
Sicché non si può parlare di una pièce chiaramente cinematografica che sia frutto di un vero e proprio adattamento. La versione filmica è una traslitterazione più che una traduzione della commedia... La pantomima genuina e acuta della signorina Taylor... trasforma a tratti una commedia filmata in un autentico film.
La critica cinematografica 10-25 giugno 1924

La brillante e graziosa commedia di A. Manners, tenuta, ormai, in repertorio da ogni buona compagnia drammatica che si rispetti, è stata con molta grazia e vivacità trasportata sullo schermo, dove si è arricchita di tutte quelle scene che il teatro non può dare. Sicché può dirsi ch'essa ha acquistato anziché perdere nella trasposizione, ed è stata vista con diletto da quanti la conoscevano e da quelli a cui era ignota. Ha contribuito largamente a questo successo la geniale e spigliata interpretazione di Lauretta Taylor, già mirabile creatrice sul palcoscenico dell'interessante Peg e nuovissima conoscenza del cinematografo. Decorosa ed elegante la messa in scena e buona la fotografia.